# Возвращение Чорба
«Возвращение Чорба» — рассказ Владимира Набокова, относящийся к русскому периоду его творчества. Был написан и опубликован (под псевдонимом В. Сирин) в 1925 году, вошёл в состав одноимённого сборника (1929).

## Сюжет и история текста
Главный герой рассказа — русский эмигрант Чорб, через полгода после свадьбы вернувшийся в немецкий город, где живут Келлеры — родители его жены. Жена Чорба погибла во время свадебного путешествия, дотронувшись до оголённого электрического провода на дороге под Ниццей, но он не сообщил о случившемся тестю и тёще. В пути Чорб вспоминает все совместные впечатления, чтобы таким образом заново создать для себя образ жены и справиться с потерей. В её родном городе он приводит в гостиничный номер проститутку. Келлеры, узнав о возвращении зятя и получив сообщение, что их дочь больна, приходят туда же ночью. В финале рассказа они входят в номер, проститутка оттуда выбегает, а потом гостиничный лакей, стоящий у закрытой двери, говорит: «Они молчат» и прикладывает палец к губам.
Рассказ был написан в октябре 1925 года в Берлине. 12—13 ноября того же года он был опубликован в эмигрантской газете «Руль». Автор включил «Возвращение Чорба» в одноимённый сборник (1929). Один из первых рецензентов сборника А. Савельев назвал рассказ «изумительным шедевром, совершенно не поддающимся пересказу». Биограф Набокова Б. Бойд видит в «Возвращении Чорба» обращение к наиболее характерной для этого писателя теме — о невозможности «сохранить реально пережитое нами прошлое». В тексте заметны отсылки к классическим сюжетам об Орфее и Парцифале.